# Achias wallacei
Achias wallacei är en tvåvingeart som beskrevs av Mcalpine 1994. Achias wallacei ingår i släktet Achias och familjen bredmunsflugor. Inga underarter finns listade i Catalogue of Life.